# Mus goundae
Mus goundae é uma espécie de roedor da família Muridae.
É endêmica da República Centro-Africana, onde é encontrada apenas na vizinhaça da localização-tipo próxima ao rio Gounda.
Os seus habitats naturais são: savanas húmidas.